# Beddington Farmlands
Beddington Farmlands é uma área pertencente a Beddington, na Grande Londres, Inglaterra, que tem reputação há muitos anos como um local de observação de pássaros. Está transformando-se em uma reserva natural.

## História
É um local de observação de pássaros desde o final do século XIX.
Durante esse período, o uso do solo mudou com a crescente urbanização da área circundante. No final do século XIX, a terra consistia em campos arados e pantanosos, e havia descarte de esgoto na forma de fertilização do solo. A partir da década de 1940, houve um aumento no tratamento de esgoto a céu aberto e, em 1969, uma estação de tratamento de esgoto foi inaugurada em parte da fazenda. Na década de 1970, os prados úmidos foram substituídos por leitos de lodo. A extração de cascalho começou em 1998.
Registros ornitológicos, que aumentaram desde a década de 1930, foram mantidos durante esse período. Eles mostram detalhes das mudanças na distribuição das espécies observadas e no tamanho da população de aves, conforme o uso da terra mudou.

## Reserva natural
A Beddington Farmlands é classificada como Sítio de Importância para a Conservação da Natureza e como Área Metropolitana Aberta. Sua área é de 161 hectares (400 acres). Há habitats de vida selvagem em desenvolvimento, incluindo pastagens úmidas, lagos e charnecas. O acesso à reserva é restrito até a conclusão.
Faz parte do desenvolvimento do Wandle Valley Regional Park, criado como uma instituição de caridade em 2013. Trata-se de uma série de espaços verdes ao longo de todo o comprimento do Rio Wandle, incluindo, adjacente a Beddington Farmlands, Mitcham Common ao norte e Beddington Park ao sul.